# Бой у острова Тенедос
Бой у о́строва Тене́дос — морское сражение, произошедшее в 72 году до н. э. в ходе Третьей Митридатовой войны между понтийским и римским флотами.
Флот Митридата из 80 кораблей возвращался с Крита и возле острова Тенедос подвергся нападению римского флота под командованием Гая Валерия Триария. Последнему удалось разгромить понтийский флот, в результате чего Митридат окончательно потерял свой флот, с которым начал войну.